# Lumbrineris limicola
Lumbrineris limicola är en ringmaskart som beskrevs av Hartman 1944. Lumbrineris limicola ingår i släktet Lumbrineris och familjen Lumbrineridae.
Artens utbredningsområde är Mexikanska golfen. Inga underarter finns listade i Catalogue of Life.